# Çakmak
Çakmak ist ein türkischer männlicher Vor- und Familienname, der unter anderem die Bedeutung „Feuerstahl“ hat.

## Namensträger

### Vorname
- al-Malik az-Zahir Saif ad-Din Tschaqmaq (Čaqmaq, auch: Dschaqmaq) (1373–1453), Sultan der Mamluken in Ägypten (1438–1453)

### Familienname
- Fevzi Çakmak (1876–1950), türkischer Generalstabschef
- İlyas Çakmak (* 1988), türkischer Fußballspieler
- İshak Çakmak (* 1992), türkischer Fußballspieler
- Mustafa Çakmak (1909–2009), türkischer Ringer
- Sedef Çakmak (* 1982), türkische Politikerin und LGBT-Aktivistin
- Yasin Çakmak (* 1985), türkischer Fußballspieler